# 稲葉義泰
稲葉 義泰 
（いなば よしひろ）は、日本の国際法・防衛政策研究者。 東京大学先端科学技術研究センター創発戦略研究オープンラボに所属。
ソーシャルメディアでは「因幡のよっちゃん」というアカウント名で活動している。
主に日本の安全保障政策と武力行使に関する国際関係法などの研究を進める一方で、ソーシャルメディアおよび軍事専門誌に中心に 自衛隊、米海軍、カナダ海軍、その他の国軍、国内外の防衛関連企業とのコネクションを持つフリーランスの軍事ライターとして多数の記事を寄稿している。
専修大学在学中に『軍事研究』に初寄稿する。

## 人物
大学在学中、2015年に始まったフジテレビジョンが提供するニュース・報道専門コンテンツNOTTV2専門コンテンツ「ホウドウキョク24」のコーナー「週刊安全保障」という番組で、一般視聴者として自衛隊関連の情報を投稿したことをきっかけに頭角を現し、国際法学者（特に安全保障分野を専門分野として）になることを志すようになった。

## 軍事ライターとして
専修大学在学中に『軍事研究』2017年9月号に「武器等防護による"米艦防護"とは何か 「武力攻撃」か「戦闘行為」か? 日報にはどう書くべきか? あなたでも分かる『平和安全法制の実用面』」を初寄稿し、デビューする。当時話題となっていた安全保障関連法案を国際法という法的アプローチから解説していると話題となり、これが出世作となる。 
フランスに拠点を置く海軍情報のニュースメディアNavalNewsの日本人初の寄稿者となった。軍事ライターとして、海上自衛隊のみならず、米海軍、カナダ海軍などの各国海軍や軍需産業とのコネクションを作り上げ、これを生かして数多くの商業専門雑誌に寄稿している。

## 国際法・防衛法制研究者として
国際法の研究者を目指し、専修大学大学院に進学後、初の本格的な書籍として『ここまでできる自衛隊: 国際法・憲法・自衛隊法ではこうなっている』（秀和システム社、2020年）を出版し、国際法・防衛法制研究者とも名乗るようになる。 現在、東京大学先端科学技術研究センター創発戦略研究オープンラボ「インド太平洋安全保障」国際研究会に所属している。

## 人物・エピソード
- 大学で杖道と出会う。
- 特技は国会答弁のモノマネ(特に安倍元首相)
- 小学生の頃は「鉄道好き」で、特に「ブルートレイン好き」であった。
- ソーシャルメディア上では、熟女好きを公言している。

## 主著
- 「武器等防護による"米艦防護"とは何か 「武力攻撃」か「戦闘行為」か? 日報にはどう書くべきか? あなたでも分かる『平和安全法制の実用面』」軍事研究52巻9号（2017年9月号） 218頁～230頁（ ジャパンミリタリー・レビュー社、2017年）
- 『自衛隊の陸・海・空・最新国防兵器 = Japan Ground & Maritime,Air Self-Defense Force』菊池雅之との共著（ダイアプレス社、2019年）
- 「法的側面から検討する『敵基地攻撃能力』 情報収集・監視・偵察能力整備こそ重要 「先制的自衛」か「迎撃的自衛」か」軍事研究53巻4号（2018年4月号）54頁～65頁（ ジャパンミリタリー・レビュー、2018年）
- 「最新軍事セミナー 新型イージス護衛艦のIAMD能力」丸72巻3号（2019年3月号）119頁～127頁（ 潮書房光人新社、2019年）
- 「最新軍事セミナー 平成31年度「防衛大綱&中期防」大研究」丸72巻4号（2019年4月号）55頁～61頁（ 潮書房光人新社、2019年）
- 『空母あるある大図鑑 : 空母が分かる超入門&面白ビジュアルブック』（ダイアプレス社、2019年）
- 『日本海軍最強戦闘機大図鑑 イラスト&写真500点で見せる!戦闘機、攻撃機、爆撃機、偵察機、練習機、試作機等を網羅解説』玉川惣章との共著（ダイアプレス社、2019年）
- 「最新軍事セミナー ホルムズ海峡自衛隊派遣の法的根拠と問題点」丸72巻11号（2019年11月号）55頁～61頁（ 潮書房光人新社、2019年）
- 「国際法の視点から考えるサイバー攻撃対処 日米共同発表と今後の課題 サイバー攻撃には「武力で対処すべきか」軍事研究55巻1号（2020年1月号）53頁～65頁（ ジャパンミリタリー・レビュー、2020年）
- 『陸・海・空自衛隊最新最強防衛力図鑑2020』（ダイアプレス社、2020年）
- 「MILITARY REPORT 航空自衛隊 第4補給処(ほきゅうしょ) ネジからミサイルまで部隊のニーズに応えるサプライヤー 国防に必要なモノがスグ来る」 Mamor 「 日本の防衛のこと、もっと知りたい」14巻12号（2020年12月号）30頁～39頁（ 扶桑社、2020年）
- 「日本が研究開発中のスタンド・オフ兵器 (特集 スタンド・オフ・ミサイル)」月刊航空情報71巻2号（2021年2月号）40頁～43頁（せきれい社、2021年）
- 「F-35のパイロット育成の核 訓練シミュレータ(特集 F-35ライトニングⅡ最新情報)」月刊航空情報71巻4号（2021年4月号）44頁～47頁（せきれい社、2021年）[3]
- 「中国の動向 (特集 自由で開かれたインド太平洋 自衛隊の取り組み)」月刊航空情報71巻6号（2021年6月号）42頁～46頁（せきれい社、2021年）[4]
- 『ここまでできる自衛隊: 国際法・憲法・自衛隊法ではこうなっている』（秀和システム社、2020年）[5]
- 「ルールがあるから自衛隊は強い!」 Mamor 「ルールがあるから自衛隊は強い!」15巻7号（2021年7月号）（ 扶桑社、2021年）[6]